# Batalla de Udave
La batalla de Udave o Segunda batalla de Eraul fue un enfrentamiento entre el bando carlista y el republicano el 26 de junio de 1873, en el marco de la tercera guerra carlista.
En esta batalla murió el coronel Justo Sanjurjo, padre del general José Sanjurjo.

## La batalla
Tras la victoria en la primera batalla de Eraul el ejército carlista se lanzó en persecución de los huidos liberales, y aunque Castañón trató de realizar una maniobra de flanqueo para evitar el enfrentamiento. finalmente los batallones 1.º, 2.º y 3.º de Navarra y el guipuzcoano de Azpeitia atacan la columna de Castañón, al que vencen en un ataque cuerpo a cuerpo a falta de munición, obligándole a retirarse a Pamplona, donde cundió cierta alarma.

## Consecuencias
Ambas fuerzas sufrieron importantes perdidas, siendo especialmente sensibles las padecidas entre la oficialidad carlista, que dirigía siempre en vanguardia para enardecer a sus tropas. Los republicanos perdieron 215 hombres entre muertos, heridos y prisioneros. Los carlistas reconocieron 180 bajas.